# Фудбалски савез Шпаније
Краљевски фудбалски савез Шпаније (шп. Real Federación Española de Fútbol или RFEF) је главна фудбалска организација Шпаније са седиштем у Лас Росасу, општини у близини Мадрида. 
Савез је основан 1913. године и наследио је Федерацију шпанских фудбалских клубова формирану 14. октобра 1909. године. 
Управља свим фудбалским такмичењима у Шпанији: Ла Лигом, Другом дивизијом и Другом дивизијом Б. Организује још и Терцера дивизију, Куп краља, Суперкуп Шпаније, Куп федерације и репрезентацију Шпаније. 
Фудбалска игра у Шпанију је стигла крајем XIX векa. Најстарији фудбалски клубови су Рекреативо (1898), Атлетик Билбао (1899, Барселона (1899), Еспањол (1900), Мадрид (данашњи Реал Мадрид (1902). 
Национална лига Шпаније игра се од 1928. Први првак била је Барселона. Закључно са сезоном 2017/18. најуспешнији клубови су Реал Мадрид са 33 и Барселона са 25 титула.
Куп Шпаније се игра од 1902. Најтрофејнији клуб је Барселона са 30 титула.
Прву међународну утакмицу Фудбалска репрезентација Шпаније је одиграла 28. августа 1929 у Бриселу против репрезентације Данске у којој је победила са 1:0. Боја дресова репрезентације је црвена.
Учествовала је на 15 светских првенстава, а титулу је освојила на Светском првенству 2010. у Јужној Африци. На европским првенствима Шпанија је успешнија него на светским. Учествовала је 10 пута и била првак три пута: 1964. у Шпанији, 2008. у Аустрији и Швајцарској и 2012. у Пољској и Украјини.